# Бирштонас
Би́рштонас (лит. Birštonas, устар. рус. Бирштаны) — город и курорт в Каунасском уезде Литвы. Административный центр Бирштонского самоуправления.

## География
Расположен на правом берегу Немана, в 2 км от впадения его притока Вяркне, в 39 км к югу от Каунаса.
Бальнеологический, питьевой, грязевой и климатический курорт в Региональный парк дельты Немана. Площадь 13 км2.

## Население
| 1862  | 1959  | 1970  | 1976  | 1979  | 1989  | 2001  | 2001  | 2002  | 2003  | 2004  | 2005  | 2005  | 2006  | 2006  |
| ----- | ----- | ----- | ----- | ----- | ----- | ----- | ----- | ----- | ----- | ----- | ----- | ----- | ----- | ----- |
| 234   | ↗1317 | ↗2228 | ↗2600 | ↗3366 | ↗4142 | ↘3244 | ↘3225 | ↘3163 | ↘3125 | ↘3081 | ↘2961 | ↗3138 | ↘3120 | ↘2868 |
| 2007  | 2007  | 2008  | 2008  | 2009  | 2009  | 2010  | 2010  | 2011  | 2011  | 2012  | 2013  | 2014  | 2015  | 2016  |
| ↘2818 | ↗3127 | ↘2820 | ↗3172 | ↘2757 | ↗3139 | ↘2694 | ↗3137 | ↘2627 | ↗2646 | ↘2581 | ↘2525 | ↘2475 | ↗2492 | ↘2459 |
| 2017  | 2018  | 2019  | 2020  | 2021  | 2022  | 2023  |       |       |       |       |       |       |       |       |
| ↘2416 | ↘2380 | ↘2369 | ↗2916 | ↗3072 | ↘3032 | ↗3094 |       |       |       |       |       |       |       |       |

В 1969 году насчитывалось 1,7 тысяч жителей, в 1994 году — 4 тысяч, в настоящее время 2497 человек (на 1 июля 2013).

## История
В XIV веке близ Бирштанского замка великих князей литовских образовалось местечко. Развитие известного со времён средневековья поселения началось в 1846 году, когда были обнаружены источники минеральной воды. До Первой мировой войны местечко Бирштаны Трокского уезда Виленской губернии. Преобразован из посёлка в город в 1966 году.
В 1852 году по приказу правительства впервые была организована специальная комиссия во главе с доктором М. Абихтом для изучения минеральных источников Бирштонаса. Комиссией были определены дебиты двух минеральных источников, выходящих вблизи от ручья Друскупис, и произведен их химический анализ воды. Кроме того, были даны рекомендации по применению минеральной воды источников Бирштонаса.
В результате этих исследований в 1856 году на территории посёлка Бирштонас была основана бальнеолечебница.

## Экономика
- Предприятие «Birštono mineraliniai vandenys ir Ko» (рус. Минеральные воды Бирштонаса) выпускает бутилированную минеральную воду под названиями «Vytautas», «Birutė», «Akvilė»[9].